# Susy Siano
Assunta Siano, nota come Susy (Napoli, 3 marzo 1968), è un'ex calciatrice italiana, di ruolo difensore.
Nella stagione 2001-2002 giocò con il Gravina Calcio in Serie A.